# Пратильоне
Пратильйоне (итал. Pratiglione) — коммуна в Италии, располагается в регионе Пьемонт, в провинции Турин.
Население составляет 601 человек (2008 г.), плотность населения составляет 75 чел./км². Занимает площадь 8 км². Почтовый индекс — 10080. Телефонный код — 0124.
Покровителем коммуны почитается святитель Николай Мирликийский, чудотворец, празднование 6 декабря.

## Демография
Динамика населения:

## Администрация коммуны
- Официальный сайт: https://web.archive.org/web/20100802003614/http://www.comunedipratiglione.it/